# سان ستينو دي ليفينزا
سان ستينو دي ليفينزا؛ (San Stino di Livenza) ( البندقية : سان ستين ) هي بلدة في مدينة البندقية تابعة لاقليم فينيتو شمال إيطاليا . وهيا متصلة بالطريق الإقليمي SP61 والطريق السريع A4. الميدان الرئيسي ( بيازا ) هي ساحة ألدو مورو (the Piazza Aldo Moro).

## جغرافية
تقع البلدة بين نهر ليفينزا ( the Livenza river) وقناة مالغير (the Malgher canal).

## مواصلات
- محطة سكة حديد سانتو ستينو دي ليفينزا
- (خرائط جوجل)